# Encaje griego

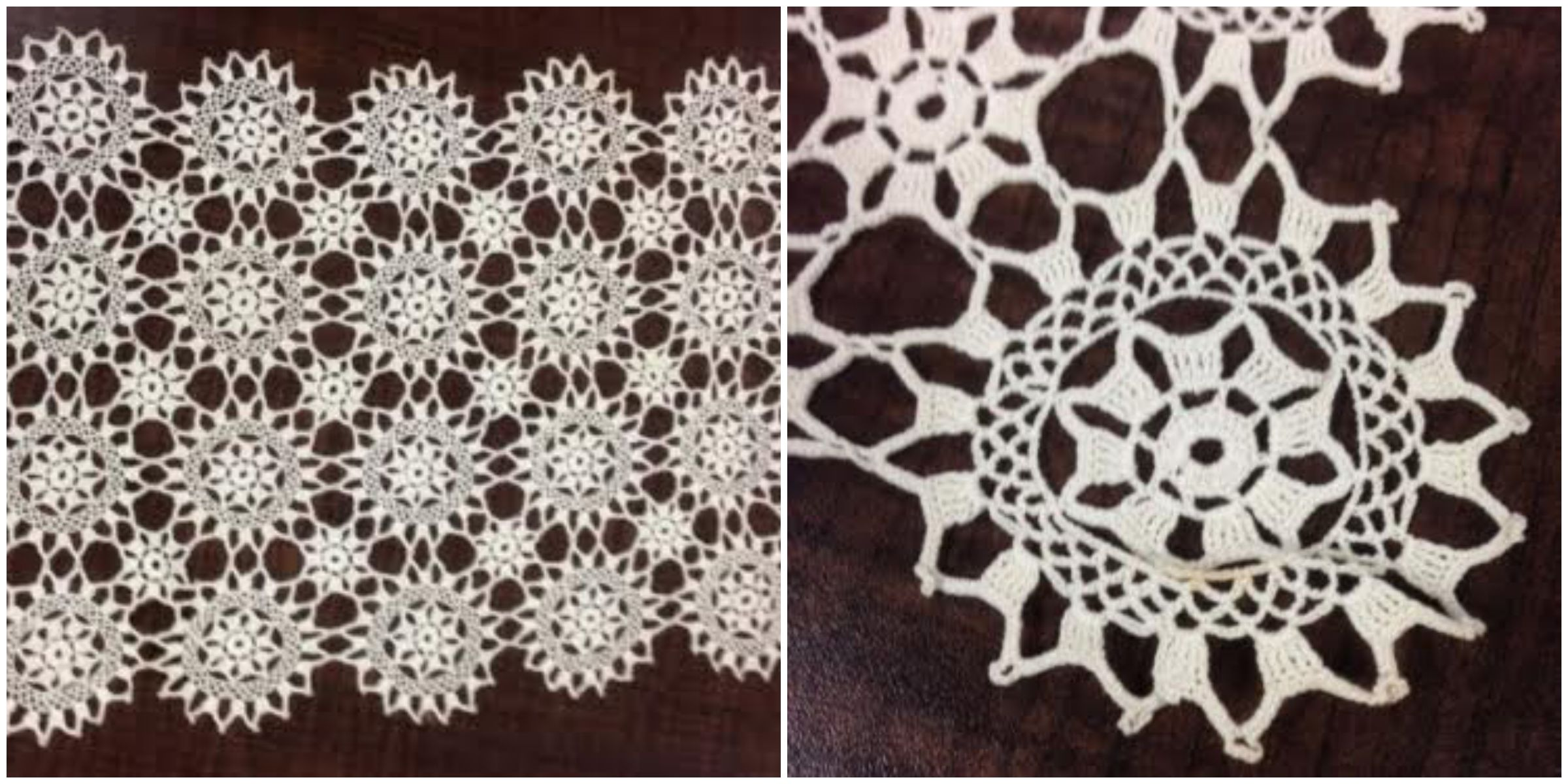
Encaje griego ornamentado

El encaje griego se considera una de las formas más antiguas de encaje. Algunos tipos de encaje griego son la reticela, el encaje romano, el calado, el guipur veneciano y el encaje de puntos griego.

## Historia
El encaje griego se empezó a fabricar entre 1480 y 1620, y los diseños eran siempre de tipo geométrico rígido. El encaje griego se utilizaba en grandes cantidades para la decoración de vestimentas eclesiásticas y paños para cereales. Los primeros tipos de encaje griego se creaban mediante líneas rectas abotonadas en repetición. Al principio, los ejemplares de encaje griego se formaban principalmente con el tipo más simple de contornos geométricos. Originalmente, este encaje se hacía a partir de un calco sobre pergamino y luego se tejía sobre un cojín para crear el ornamentado dibujo. Con el paso del tiempo y el desarrollo del proceso, se creó una mayor variedad de diseños geométricos que se plasmaron en el encaje. Los patrones se hicieron más completos y las barras más ornamentadas. Los complejos diseños del encaje griego eran siempre formales y, a menudo, estaban dispuestos con un efecto artístico. Poco a poco se fueron añadiendo al encaje contornos geométricos, como círculos y triángulos, para realzar sus dimensiones. Las islas Jónicas son reconocidas como el hogar de la creación del encaje griego. La reticela se menciona en el Inventario Sforza de 1493, que difundió aún más la idea y la técnica. Otros países, como Alemania, Francia, España, Flandes e Inglaterra, hicieron muy poco del encaje griego, pero con el tiempo fue objeto de burlas e imitaciones, creándose más tipos de encaje. Sin embargo, el encaje griego se hizo popular fuera de los principales países fabricantes.

## Etimología
Entre los siglos XV y XVIII, el término encaje griego puede tener su origen en la época en que las islas Jónicas estaban en posesión de la República de Venecia. Un verdadero encaje se crea cuando un hilo se enlaza, trenza o retuerce a otros hilos independientemente de un tejido de una de estas 3 maneras: (1) con una aguja, cuando el trabajo se conoce distintivamente como "encaje de aguja" (2) con bolillos, alfileres sobre una almohada o cojín, cuando el trabajo se conoce como "encaje de almohada" (3) mediante maquinaria. Originalmente, el encaje se hacía con hilos de lino, seda, oro o plata, pero ahora el encaje se hace a menudo con hilo de algodón. No hay pruebas que demuestren que el encaje griego se produjera alguna vez con fines comerciales en Grecia. Se especula que el término pudo originarse entre los siglos XV y XVIII, cuando las islas Jónicas estaban bajo el dominio de la República de Venecia.

## Usos modernos
En la actualidad, el encaje griego, o reticela, suele considerarse un encaje para muebles. El encaje griego también se utiliza como decoración y no como prenda de vestir. En la actualidad, el auténtico encaje griego se fabrica principalmente en Italia. El encaje griego moderno se fabrica únicamente con hilo de lino, en lugar de la seda que se utilizaba originalmente.
La producción masiva de encaje también es habitual. Aunque no es auténtico, los motivos suelen parecerse a las estructuras geométricas del encaje griego. Los usos modernos más populares del encaje son principalmente la decoración y los trajes de novia. Debido a su popularidad, se extendió mucho por todo el mundo y se modificó para crear otros tipos de encaje, conocidos modernamente como imitaciones.

## Distinción del encaje griego
Dado que el encaje griego es una de las formas más antiguas de encaje de aguja, existen muchas variaciones diferentes difíciles de distinguir. Una de las mayores diferencias entre los distintos tipos de encaje griego antiguo es si es "italiano o flamenco". Sin embargo, los especímenes han demostrado que no existen diferencias estándar entre ambos. El encaje griego muy antiguo puede identificarse por los adornos de encaje. El auténtico encaje griego se identifica por el procedimiento de abotonado sobre el hilo en patrones específicos y puede distinguirse idealmente de otros. Cuando el encaje griego se fabrica a máquina, se hace de forma totalmente distinta. O bien se teje, cuando se utilizan dos hilos, o bien se borda, cuando se borda un dibujo sobre algo que luego se retira.